# Callista elegans
Espèce
Synonymes
- Callista (Callista) elegans (Lamarck, 1806) Le Renard & Pacaud, 1995[2]
- Cytherea elegans Lamarck, 1806[3]
- Meretrix elegans  Morellet & Morellet, 1944
- Tivelina elegans Burton, 1933

Callista elegans, la cythérée élégante, est une espèce éteinte de mollusques bivalves.
Elle date de l'Éocène et a été trouvée en France, en Espagne et au Royaume-Uni.